# Wurzenraingraben
Der Wurzenraingraben, auch Wurzreingraben oder Wurzenrainerbach genannt, ist ein kleines, periodisches Fließgewässer in den Kitzbüheler Alpen in Tirol. Er ist ein rechter Nebenbach der Kelchsauer Ache.

## Verlauf
Der Wurzenraingraben entsteht östlich von Glantersberg unweit der Quelle des Dürrenbachs. Er fließt zunächst in westliche Richtung und nimmt bereits wenig unterhalb seiner Quelle von rechts einen ersten, etwa gleichstarken, aber namenlosen Zubringer auf. Der kleine Bach fließt weiterhin in Richtung Westen und nimmt schon bald einen weiteren namenlosen, aber wichtigen Nebenfluss auf. Nach dessen Einmündung fließt der Wurzenraingraben parallel zum etwas kleineren Wieshäuslgraben, der schon oberhalb in die Kelchsauer Ache einmündet. Nun tritt der kleine Bach in die Ortschaft Kelchsau ein und mündet südlich des Dorfzentrums von rechts in die Kelchsauer Ache ein.

## Einzugsgebiet
Der Wurzenraingraben entwässert aufgrund seiner geringen Größe ein recht kleines Einzugsgebiet. Im Osten grenzt es an den Dürrenbach, der über die Windauer Ache zur Brixentaler Ache entwässert. Im Süden fließt der etwas kleinere Wieshäuslgraben, der bereits oberhalb in die Kelchsauer Ache einmündet. Nördlich grenzt das Einzugsgebiet an das des etwa gleichgroßen Zillbachs, der noch in Kelchsau ebenfalls in die Kelchsauer Ache einmündet.